# معدن قل‌قلو
معدن قل‌قلو یک روستا در ایران است که در شهرستان ارزوئیه استان کرمان واقع شده‌است.

## جمعیت
این روستا در دهستان صوغان قرار دارد و براساس سرشماری مرکز آمار ایران در سال ۱۳۸۵، جمعیت آن ۸۲ نفر (۲۷ خانوار) بوده‌است.